# Jean-Louis Tulou
Jean-Louis Tulou (12. september 1786 i Paris – 23. juli 1865 i Nantes) var en fransk fløjtenist, fløjtelærer, instrumentmager og komponist.

## Biografi
Hans far, Jean-Pierre Tulou (1749–1799), var fagottist i Pariseroperaen.
Jean-Louis studerede ved Conservatoire de Paris fra han var 10 år gammel. Han blev professor der i 1829, hvilket han forblev til 1856. Han var desuden involveret i fløjteproduktion.